# 一志嬉野インターチェンジ
一志嬉野インターチェンジ（いちしうれしのインターチェンジ）は、三重県松阪市嬉野一志町にある伊勢自動車道のインターチェンジ（開発インターチェンジ）である。
旧嬉野町に位置するが、長崎自動車道の嬉野インターチェンジとの区別から隣の旧一志町（現在の津市一志町）と合わせて一志嬉野となった。

## 道路
- E23 伊勢自動車道（37-1番）
- 接続する道路：三重県道67号一志嬉野線

## 概要
IC周辺に開発された工業団地への誘致を目的に、全国で最初の第三セクターで設置された開発インターチェンジである。
IC自体は、当初1,300台/日の計画に対し近隣のゴルフ場利用者を中心に2,000台/日と大幅に利用実績を挙げていた。しかしその後、景気低迷により工業団地の販売が進まない事情から、第三セクター事業を解散することとなった。

## 歴史
- 1996年（平成8年）3月28日 : 供用開始。

## 周辺
- おやつカンパニー 本社・井関工場
- 陸上自衛隊 久居駐屯地・屋外射撃場
- JR名松線 伊勢八太駅
- 近畿日本鉄道 伊勢中川駅・川合高岡駅

## 料金所
- ブース数：4

### 入口
- ブース数：2
  - ETC専用：1
  - ETC/一般：1

### 出口
- ブース数：2
  - ETC専用：1
  - ETC/一般：1

## 隣
E23 伊勢自動車道
(37) 久居IC - (37-1) 一志嬉野IC - 嬉野PA - (38) 松阪IC